# Petelinje, Dol pri Ljubljani
Petelinje este o localitate din comuna Dol pri Ljubljani, Slovenia, cu o populație de 69 de locuitori.